# Heinz Mörschel
Heinz Robert Mörschel Moreno (Santo Domingo, 24 de agosto de 1997) es un futbolista profesional dominico-alemán. Se desempeña como mediocampista y su actual equipo es el Futebol Clube de Vizela de la Segunda Liga de Portugal. Es internacional absoluto con la selección de fútbol de la República Dominicana.

## Trayectoria
Cuando tenía ocho meses llegó a Fráncfort del Meno (Alemania), de donde es originario su padre. Jugó en las inferiores del Eintracht Frankfurt, FSV Frankfurt
 y 1. FSV Mainz 05, para la temporada 2016/17 ascendió al filial del club maguntino. Debutó profesionalmente en la 3. Liga con el Mainz 05 II, el 10 de agosto de 2016 en un empate 2-2 contra el VfL Osnabrück.
Para la temporada 2018/19 se incorporó al Holstein Kiel. Hizo su debut en la 2. Bundesliga en la primera jornada, en una victoria a domicilio por 3-0 contra el Hamburgo SV. Marcó su primer gol con el Holstein Kiel tras entrar como suplente en el minuto 88 en el empate 1-1 contra el 1. F. C. Colonia en la décima jornada.
El 1 de julio de 2019, fue fichado por el club Preußen Münster de la 3. Liga. Con el que firmó un contrato de dos años. Tras el descenso del club a final de temporada, se trasladó al KFC Uerdingen 05 donde recibió un contrato de dos años, permaneciendo en la 3.ª División del futbol alemán.
El 20 de enero de 2021, firmó un contrato con el Dinamo Dresde hasta el 30 de junio de 2022. En su primera temporada, marcó siete goles en 18 partidos logrando el ascenso a la 2. Bundesliga, donde marcó tres goles en 26 partidos disputados en la temporada 2021/22.
En marzo de 2023 fue firmado por el Újpest FC de la OTP Bank Liga de Hungría.

## Selección nacional
Debutó con la selección absoluta de la República Dominicana el 8 de septiembre de 2023 frente a Nicaragua, partido correspondiente a la Liga de Naciones de la Concacaf 2023-24 disputado en Santo Domingo.  Participó con la selección olímpica de su país en el torneo masculino de fútbol de los Juegos Olímpicos de París 2024. De juvenil jugó con la selección sub-19 de Alemania.

### Participaciones en Juegos Olímpicos
| Juegos Olímpicos               | Sede    | Resultado      | Partidos | Goles |
| ------------------------------ | ------- | -------------- | -------- | ----- |
| Juegos Olímpicos de París 2024 | Francia | Fase de grupos | 3        | 0     |

## Clubes
| Club             | País     | Año         |
| ---------------- | -------- | ----------- |
| Maguncia 05 II   | Alemania | 2016 - 2018 |
| Holstein Kiel    | Alemania | 2018 - 2019 |
| Preußen Münster  | Alemania | 2019 - 2020 |
| KFC Uerdingen 05 | Alemania | 2020 - 2021 |
| Dinamo Dresde    | Alemania | 2021 - 2022 |
| Újpest FC        | Hungría  | 2023 - 2024 |
| FC Vizela        | Portugal | 2024 -      |

## Palmarés

### Títulos nacionales
| Título  | Club          | País     | Año     |
| ------- | ------------- | -------- | ------- |
| 3. Liga | Dinamo Dresde | Alemania | 2020-21 |